# ISO 3166-1 (числовий)
ISO 3166-1 (числовий) (або numeric-3) — тризначні коди країн, визначені за системою ISO 3166-1. Опубліковані Міжнародною організацією зі стандартизації (ISO), щоб позначати країни, залежні території і спеціальні зони географічного інтересу. Вони були вперше представлені в якості частини стандарту ISO 3166 в 1981 році.
Перевага цифрових кодів над алфавітними незалежність від алфавіту. ISO 3166-1 alpha-2 і ISO 3166-1 alpha-3 використовують літери латинського алфавіту та підходять тільки для мов на основі латинського алфавіту. Для людей і систем, що використовують нелатинські літери (наприклад, арабська, бенгальська, китайська, грецька, японська), англійський алфавіт може бути недоступний або складним для вивчення.

## Діючі коди
Нижче наведено повний список поточних діючих числових кодів стандарту ISO 3166-1 (числовий):
| Назва країни                                        | Числовий код |
| --------------------------------------------------- | ------------ |
| Австралія                                           | 036          |
| Австрія                                             | 040          |
| Азербайджан                                         | 031          |
| Аландські острови                                   | 248          |
| Албанія                                             | 008          |
| Алжир                                               | 012          |
| Американське Самоа                                  | 016          |
| Американські Віргінські Острови                     | 850          |
| Ангілья                                             | 660          |
| Ангола                                              | 024          |
| Андорра                                             | 020          |
| Антарктида                                          | 010          |
| Антигуа і Барбуда                                   | 028          |
| Аргентина                                           | 032          |
| Аруба                                               | 533          |
| Афганістан                                          | 004          |
| Багамські Острови                                   | 044          |
| Бангладеш                                           | 050          |
| Барбадос                                            | 052          |
| Бахрейн                                             | 048          |
| Беліз                                               | 084          |
| Бельгія                                             | 056          |
| Бенін                                               | 204          |
| Бермудські Острови                                  | 060          |
| Білорусь                                            | 112          |
| Болгарія                                            | 100          |
| Болівія                                             | 068          |
| Боснія і Герцеговина                                | 070          |
| Ботсвана                                            | 072          |
| Бразилія                                            | 076          |
| Британська Територія в Індійському Океані           | 086          |
| Британські Віргінські Острови                       | 092          |
| Бруней                                              | 096          |
| Буркіна-Фасо                                        | 854          |
| Бурунді                                             | 108          |
| Бутан                                               | 064          |
| Вануату                                             | 548          |
| Ватикан                                             | 336          |
| Велика Британія                                     | 826          |
| Венесуела                                           | 862          |
| В'єтнам                                             | 704          |
| Вірменія                                            | 051          |
| Волліс і Футуна                                     | 876          |
| Габон                                               | 266          |
| Гаїті                                               | 332          |
| Гаяна                                               | 328          |
| Гамбія                                              | 270          |
| Гана                                                | 288          |
| Гваделупа                                           | 312          |
| Гватемала                                           | 320          |
| Гвінея                                              | 324          |
| Гвінея-Бісау                                        | 624          |
| Гернсі                                              | 831          |
| Гондурас                                            | 340          |
| Гонконг                                             | 344          |
| Гренада                                             | 308          |
| Греція                                              | 300          |
| Грузія                                              | 268          |
| Гуам                                                | 316          |
| Гібралтар                                           | 292          |
| Гренландія                                          | 304          |
| Данія                                               | 208          |
| ДР Конго                                            | 180          |
| Джерсі                                              | 832          |
| Джибуті                                             | 262          |
| Домініка                                            | 212          |
| Домініканська Республіка                            | 214          |
| Зовнішні малі острови США                           | 581          |
| Еквадор                                             | 218          |
| Екваторіальна Гвінея                                | 226          |
| Еритрея                                             | 232          |
| Естонія                                             | 233          |
| Ефіопія                                             | 231          |
| Єгипет                                              | 818          |
| Ємен                                                | 887          |
| Замбія                                              | 894          |
| Західна Сахара                                      | 732          |
| Зімбабве                                            | 716          |
| Ізраїль                                             | 376          |
| Індія                                               | 356          |
| Індонезія                                           | 360          |
| Ірак                                                | 368          |
| Іран                                                | 364          |
| Ірландія                                            | 372          |
| Ісландія                                            | 352          |
| Іспанія                                             | 724          |
| Італія                                              | 380          |
| Йорданія                                            | 400          |
| Кабо-Верде                                          | 132          |
| Казахстан                                           | 398          |
| Кайманові Острови                                   | 136          |
| Камбоджа                                            | 116          |
| Камерун                                             | 120          |
| Канада                                              | 124          |
| Катар                                               | 634          |
| Кенія                                               | 404          |
| Киргизстан                                          | 417          |
| КНР                                                 | 156          |
| Кіпр                                                | 196          |
| Кірибаті                                            | 296          |
| Кокосові острови                                    | 166          |
| Колумбія                                            | 170          |
| Коморські Острови                                   | 174          |
| Республіка Конго                                    | 178          |
| Коста-Рика                                          | 188          |
| Кот-д'Івуар                                         | 384          |
| Куба                                                | 192          |
| Кувейт                                              | 414          |
| Кюрасао                                             | 531          |
| Лаос                                                | 418          |
| Латвія                                              | 428          |
| Лесото                                              | 426          |
| Литва                                               | 440          |
| Ліберія                                             | 430          |
| Ліван                                               | 422          |
| Лівія                                               | 434          |
| Ліхтенштейн                                         | 438          |
| Люксембург                                          | 442          |
| Маврикій                                            | 480          |
| Мавританія                                          | 478          |
| Мадагаскар                                          | 450          |
| Майотта                                             | 175          |
| Макао                                               | 446          |
| Північна Македонія                                  | 807          |
| Малаві                                              | 454          |
| Малайзія                                            | 458          |
| Малі                                                | 466          |
| Мальдіви                                            | 462          |
| Мальта                                              | 470          |
| Марокко                                             | 504          |
| Мартиніка                                           | 474          |
| Маршаллові Острови                                  | 584          |
| Мексика                                             | 484          |
| Мозамбік                                            | 508          |
| Молдова                                             | 498          |
| Монако                                              | 492          |
| Монголія                                            | 496          |
| Монтсеррат                                          | 500          |
| М'янма                                              | 104          |
| Намібія                                             | 516          |
| Науру                                               | 520          |
| Непал                                               | 524          |
| Нігер                                               | 562          |
| Нігерія                                             | 566          |
| Нідерланди                                          | 528          |
| Нідерландські Антильські острови                    | 530          |
| Карибські Нідерланди                                | 535          |
| Нікарагуа                                           | 558          |
| Німеччина                                           | 276          |
| Ніуе                                                | 570          |
| Нова Зеландія                                       | 554          |
| Нова Каледонія                                      | 540          |
| Норвегія                                            | 578          |
| ОАЕ                                                 | 784          |
| Оман                                                | 512          |
| Острів Буве                                         | 074          |
| Острів Мен                                          | 833          |
| Острів Норфолк                                      | 574          |
| Острів Різдва                                       | 162          |
| Острови Святої Єлени, Вознесіння і Тристан-да-Кунья | 654          |
| Острів Херд і острови Макдональд                    | 334          |
| Острови Кука                                        | 184          |
| Пакистан                                            | 586          |
| Палау                                               | 585          |
| Палестина                                           | 275          |
| Панама                                              | 591          |
| Папуа Нова Гвінея                                   | 598          |
| Парагвай                                            | 600          |
| Перу                                                | 604          |
| ПАР                                                 | 710          |
| Південна Джорджія та Південні Сандвічеві Острови    | 239          |
| Південна Корея                                      | 410          |
| Південний Судан                                     | 728          |
| Північна Корея                                      | 408          |
| Північні Маріанські Острови                         | 580          |
| Піткерн                                             | 612          |
| Польща                                              | 616          |
| Португалія                                          | 620          |
| Пуерто-Рико                                         | 630          |
| Реюньйон                                            | 638          |
| Росія                                               | 643          |
| Руанда                                              | 646          |
| Румунія                                             | 642          |
| Сальвадор                                           | 222          |
| Самоа                                               | 882          |
| Сан-Марино                                          | 674          |
| Сан-Томе і Принсіпі                                 | 678          |
| Саудівська Аравія                                   | 682          |
| Есватіні                                            | 748          |
| Свальбард і Ян-Маєн                                 | 744          |
| Сейшельські Острови                                 | 690          |
| Сен-Бартелемі                                       | 652          |
| Сенегал                                             | 686          |
| Сен-Мартен                                          | 663          |
| Сен-П'єр і Мікелон                                  | 666          |
| Сент-Вінсент і Гренадини                            | 670          |
| Сент-Кіттс і Невіс                                  | 659          |
| Сент-Люсія                                          | 662          |
| Сербія                                              | 688          |
| Сирія                                               | 760          |
| Сінгапур                                            | 702          |
| Сінт-Мартен                                         | 534          |
| Словаччина                                          | 703          |
| Словенія                                            | 705          |
| Соломонові Острови                                  | 090          |
| Сомалі                                              | 706          |
| США                                                 | 840          |
| Судан                                               | 729          |
| Суринам                                             | 740          |
| Східний Тимор                                       | 626          |
| Сьєрра-Леоне                                        | 694          |
| Таджикистан                                         | 762          |
| Таїланд                                             | 764          |
| Тайвань                                             | 158          |
| Танзанія                                            | 834          |
| Острови Теркс і Кайкос                              | 796          |
| Того                                                | 768          |
| Токелау                                             | 772          |
| Тонга                                               | 776          |
| Тринідад і Тобаго                                   | 780          |
| Тувалу                                              | 798          |
| Туніс                                               | 788          |
| Туреччина                                           | 792          |
| Туркменістан                                        | 795          |
| Уганда                                              | 800          |
| Угорщина                                            | 348          |
| Узбекистан                                          | 860          |
| Україна                                             | 804          |
| Уругвай                                             | 858          |
| Фарерські острови                                   | 234          |
| Федеративні Штати Мікронезії                        | 583          |
| Фіджі                                               | 242          |
| Філіппіни                                           | 608          |
| Фінляндія                                           | 246          |
| Фолклендські Острови                                | 238          |
| Франція                                             | 250          |
| Французька Гвіана                                   | 254          |
| Французька Полінезія                                | 258          |
| Французькі Південні і Антарктичні Території         | 260          |
| Хорватія                                            | 191          |
| Центральноафриканська Республіка                    | 140          |
| Чад                                                 | 148          |
| Чехія                                               | 203          |
| Чилі                                                | 152          |
| Чорногорія                                          | 499          |
| Швейцарія                                           | 756          |
| Швеція                                              | 752          |
| Шрі-Ланка                                           | 144          |
| Ямайка                                              | 388          |
| Японія                                              | 392          |

## Вилучені коди
Коли країни зливаються, розділяються або зазнають територіальних змін, їхні числові коди знімаються та призначаються нові. Наприклад:
- Німецька Демократична Республіка та Федеративна Республіка Німеччина використовували числові коди 278 та 280 до їх об'єднання у 1990 році. З тих пір об'єднана Німеччина використовує числовий код 276, при цьому зберігаючи алфавітний код для Західної Німеччини.
- Ефіопія використовувала цифровий код 230, перш ніж Еритрея отримала незалежність в 1993 році. З того часу Ефіопія використовує числовий код 231, зберігаючи ті ж алфавітні коди.

Якщо країна змінює своє найменування без будь-якої територіальної зміни, її числовий код залишається незмінним. Наприклад, коли в 1989 році Бірма була перейменована в М'янму у 1989 року її алфавітні коди були змінені, але числовий код 104 залишився тим самим.
Наведені нижче коди вилучені з ISO 3166-1:
| Код | Назва країни                                                                     | Примітки                                                                                     |
| --- | -------------------------------------------------------------------------------- | -------------------------------------------------------------------------------------------- |
| 128 | Кантон і Ендербері                                                               | об'єднання з Республікою Карибаті                                                            |
| 200 | Чехословаччина                                                                   | розділ на Чехію та Словаччину у 1992 р.                                                      |
| 216 | Земля Королеви Мод                                                               | залежна територія Норвегії з 1957 р.                                                         |
| 230 | Ефіопія                                                                          | до відколу Еритреї в 1993 році                                                               |
| 249 | Метрополія Франції                                                               | Європейська частина Франції                                                                  |
| 278 | Німецька Демократична Республіка                                                 | Возз'єднання Німеччини у 1990 р.                                                             |
| 280 | Федеративна Республіка Німеччина                                                 | Возз'єднання Німеччини у 1990 р.                                                             |
| 396 | Джонстон                                                                         | інкорпорована територія США                                                                  |
| 488 | Мідвей                                                                           | територія Сполучених Штатів Америки                                                          |
| 530 | Нідерландські Антильські острови                                                 | припинили існування у 2010 р.                                                                |
| 532 | Нідерландські Антильські острови                                                 | припинили існування у 2010 р.                                                                |
| 536 | Саудівсько-іракська нейтральна зона                                              | припинила існування у 1991 р.                                                                |
| 582 | Тихоокеанські острови (підопічна територія) утворення Республіки Палау у 1994 р. |                                                                                              |
| 590 | Панама                                                                           | до отримання Панамського каналу в 1979 р.                                                    |
| 658 | Сент-Крістофер-Невіс-Ангілія                                                     | припинила існування у 1983 р.                                                                |
| 720 | Південний Ємен                                                                   | об'єднання Єменської Арабської Республіки і Народної Демократичної Республіки Ємен у 1990 р. |
| 736 | Судан                                                                            | до відколу Південного Судану у 2011                                                          |
| 810 | СРСР                                                                             | припинив існування у 1991 р.                                                                 |
| 849 | Різні Тихоокеанські острови США                                                  | код діяв до 1986 р.                                                                          |
| 872 | Вейк                                                                             | у 1899 р. був анексований США                                                                |
| 886 | Північний Ємен                                                                   | об'єднання Єменської Арабської Республіки і Народної Демократичної Республіки Ємен у 1990 р. |
| 890 | Соціалістична Федеративна Республіка Югославія                                   | розпалася у 1992 р.                                                                          |
| 891 | Сербія та Чорногорія                                                             | розпалася у 2006 р.                                                                          |

Наступні числові коди були також призначені Статистичним управлінням Організації Об'єднаних Націй, але ці території ніколи не були офіційно включені в стандарт ISO 3166-1:
| Код | Назва території             |
| --- | --------------------------- |
| 274 | Сектор Гази                 |
| 282 | Східний Берлін              |
| 284 | Західний Берлін             |
| 650 | Острови Рюкю                |
| 728 | Суверенні території Іспанії |
| 830 | Нормандські острови         |